# Vom FBI gejagt
Vom FBI gejagt ist ein US-amerikanischer Kriminalfilm aus dem Jahr 1949 von Lewis R. Foster mit Dorothy Lamour und Sterling Hayden in den Hauptrollen. Der Film, der zum Subgenre des Film noir zählt, wurde von Paramount Pictures in Zusammenarbeit mit Pine-Thomas Productions produziert und basiert auf der 1945 veröffentlichten Kurzgeschichte The Man Who Stole a Dream von L. S. Goldsmith.

## Handlung
Der arbeitslose Autor Alton Bennett konsultiert den Psychiater Dr. Redman, um mit ihm über seine Alpträume zu sprechen, in denen er seine wohlhabende Frau Ruth mit einer schweren Parfümflasche erschlägt. Redmans Sekretärin Merl Kramer nimmt zu Protokoll, dass Bennett sich nicht für die Juwelen seiner Frau, die einen Wert von 100.000 Dollar haben, interessiert. Bennetts Verleger verweigern ihm einen Vorschuss. Zudem stört ihn die enge Freundschaft seiner Frau zum Architekten Guy Bayard, der ein Strandhaus für sie entwirft. 
Am Abend wehrt Merl einen Annäherungsversuch ihres Nachbarn, dem Privatdetektiv Karl Benson, ab, den sie als guten Freund ansieht. Ihm erzählt sie von Bennetts Fall. Karl stiehlt ihre Büroschlüssel und lässt sie beim Hehler Charlie nachmachen. Er steckt die Schlüssel zurück und begleitet Merl in die Praxis. Dr. Redman hat eine Abendsitzung mit Ruth, die, juwelenbehangen, von Guy begleitet wird. Karl notiert sich ihr Kennzeichen und gelangt so an ihre Adresse. 
Am nächsten Tag bringt Karl Juwelen zu Charlie, der aber nur die kleinen Stücke abnimmt. Die größeren Stücke würden ihn mit dem Mord an Ruth in Verbindung bringen, von dem er im Polizeifunk gehört hat. Karl bittet Merl, sein Geld auf ihrem Bankkonto zu deponieren, danach versteckt er die Juwelen. Im Haus der Bennetts stößt der ermittelnde Beamte, Lieutenant Dawson, auf den Versicherungsdetektiv Joe Cooper. Als Mordwaffe wird eine schwere Parfümflasche identifiziert, was Alton Bennett in Mordverdacht bringt. Sein Butler Henry bezeugt aber, dass Bennett am Tatabend Schlafmittel eingenommen habe und somit nicht in der Lage zu einem Mord war. 
Dann gerät Merl in den Fokus des Lieutenants. Zum einen fehlen Bennetts Patientenunterlagen bei Dr. Redman, zudem hat Merl ihre Referenzen manipuliert. Joe glaubt an Merls Unschuld, auch wenn sie sich weigert zu erklären, warum sie Kalifornien, wo ihre Tochter lebt, verlassen hat. Um Dawson und Joe von sich abzulenken, gibt Karl indessen vor, nach dem Verbleib der Juwelen zu forschen, um die Belohnung der Versicherung für die Wiederbeschaffung zu kassieren. Einen Ring deponiert er in Merls Polsterstuhl. Der Ring wird später bei einem Pfandleiher von der Polizei sichergestellt. Die Spur führt zu Merl, die den Ring gefunden und zum Pfandleiher gebracht hat. Joe erklärt sie, dass nur Bennett und Karl in ihrem Appartement waren, bevor sie den Ring fand. Karl zeigt der Polizei Merls Kontoauszüge, auf denen ein großer Betrag auftaucht. Nun wird Merl festgenommen.
Karl wird von Dr. Redman aufgesucht. Redman hat selbst Ruth erschlagen, um an die Juwelen zu kommen und den Ehemann als Mörder hinzustellen. Karl hatte die gleiche Idee, doch Redman kam ihm zuvor. Karl schlug Redman nieder und stahl ihm die Juwelen. Karl schlägt vor, dass sie zusammenarbeiten und den Gewinn teilen. Währenddessen wird Merl von Dawson verhört, der Karl auffordert, ihr Appartement zu durchsuchen. Karl tötet Redman und platziert den Schmuck in Merls Polsterstuhl. 
Merl wird freigelassen und kommt nach Hause zurück. Karl kommt zu ihr und zwingt sie, die Juwelen aus dem Stuhl zu holen. Dann schlägt er sie nieder und trägt sie aufs Dach, um sie von dort hinunterzustoßen. Merl kommt jedoch wieder zu sich und beginnt zu schreien, was Polizei aufmerksam werden lässt. Karl gibt an, dass er sie vom Selbstmord abgehalten habe. Als jedoch ein Augenzeuge aussagt, dass er in der Tatnacht Karl beim Verlassen von Bennetts Haus gesehen habe, wird er verhaftet. Joe lädt Merl zum Dinner ein.

## Produktion

### Hintergrund
Gedreht wurde der Film von Mitte November bis Mitte Dezember 1948 in den Paramount-Studios in Hollywood.

### Stab
Edith Head und Odette Myrtil waren die Kostümbildnerinnen.

### Besetzung
In kleinen nicht im Abspann erwähnten Nebenrollen traten James Edwards (als Henry), Morgan Farley, Keye Luke, Maidie Norman und Ian Wolfe (als Charlie) auf.

## Veröffentlichung
Die Premiere des Films fand am 25. Mai 1949 in New York statt. In der Bundesrepublik Deutschland kam er am 10. Dezember 1949 in die Kinos, in Österreich am 18. Dezember 1949.

## Kritiken
Das Lexikon des internationalen Films schrieb: „Routinierter Kriminalfilm mit Anflügen von Humor und wohltemperierter Spannung, aber einer allzu verworren konstruierten Handlung.“
Die Variety lobte den Film als freimütiges Melodram mit hohem Tempo und guten Darstellern.